# Джордін Поултер
Джордін Ешлі Поултер (31 липня 1997) — американська волейболістка, пасуюча. Чемпіонка і віцечемпіонка Олімпійських ігор. Переможниця Ліги націй і Панамериканського кубка.

## Клуби
| Роки      | Клуби                         |
| --------- | ----------------------------- |
| 2018—2020 | «Реале Мутуа Фанера К'єрі 76» |
| 2020—2022 | «Унет Е-Ворк» (Бусто-Арсіціо) |
| 2022—2024 | «Ігор Горгонзола» (Новара)    |
| 2024—     | «Солт-Лейк»                   |

## Досягнення
Олімпійські ігри
- Перше місце (1): 2021
- Друге місце (1): 2024

Ліга націй
- Перше місце (2): 2019, 2021

Кубок світу
- Друге місце (1): 2019

Панамериканський кубок
- Перше місце (1): 2018

## Статистика
Статистика виступів на Олімпійських іграх:
| Рік  | Турнір           | Ігри | Сети | Очки | Ср.  | Місце | Примітки |
| ---- | ---------------- | ---- | ---- | ---- | ---- | ----- | -------- |
| 2021 | Олімпійські ігри | 7    | 23   | 13   | 0,57 | 1     |          |
| 2024 | Олімпійські ігри | 6    | 24   | 14   | 0,58 | 2     |          |